# دیوید هنا
دیوید هنا (انگلیسی: David Hanna؛ زاده) یک فیزیک‌دان اهل بریتانیا و استاد دانشگاه ساوت‌همپتون است که در سال ۱۹۹۳ جایزه ماکس بورن را دریافت کرد.